# Barraquisme a Montjuïc

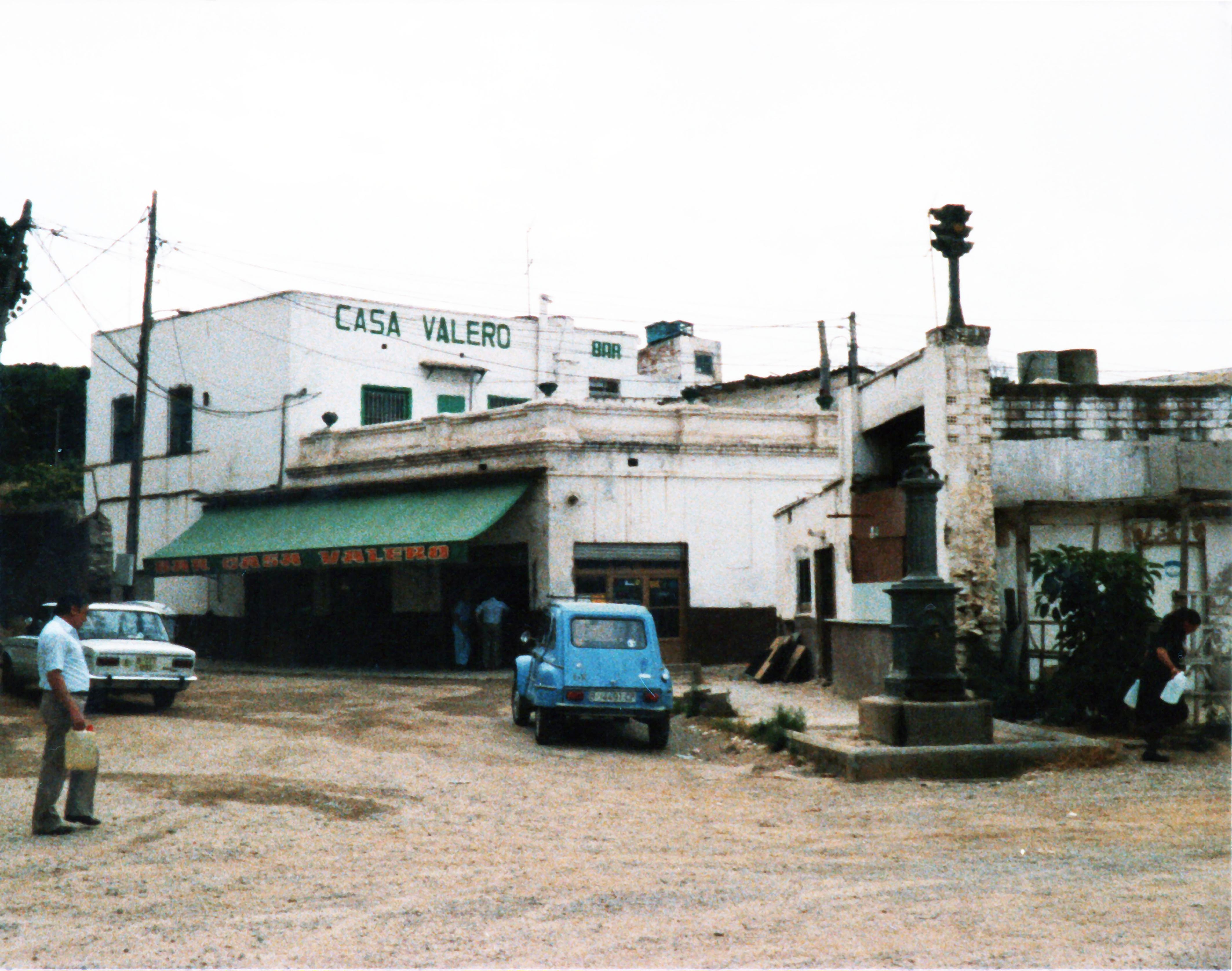
El bar de Can Valero, l'any 1987.

Montjuïc va ser durant segles un espai on vivien les classes més pobres de la ciutat, que no tenien altra alternativa que construir-se una barraca. Durant bona part del segle XX hi hagué el nucli més important de barraques de la ciutat, amb prop de 6000 barraques i 20.000 habitants a la dècada de 1950. 

## Orígens
Durant segles Montjuïc ha estat sobretot una zona agrícola, amb masies, com Can Cervera o el Mas de l'Esparver. Les pedreres han estat la segona activitat important de la muntanya, que ha proporcionat el material de construcció per a bona part dels edificis de la ciutat. En tercer lloc, Montjuïc ha estat també un lloc de trobada i oci popular per als barcelonins, tant per les fonts (Font del Gat, Font d'en Conna, Font Trobada, Font dels Tres Pins, etc) com per les ermites (Santa Madrona, Sant Bertran, Sant Julià) i les romeries i processons que hi anaven. També s'hi havien celebrat les revetlles de Sant Joan i Sant Pere, les fontades, balls, costellades, etc. També fou un lloc de pas, territori de traginers que anaven i venien de la ciutat, i paraven a fer un mos en una de les tavernes de la muntanya on feien abeurar als cavalls. Per acabar, Montjuïc ha estat sempre un espai al marge de la ciutat, on s'hi feien d'activitats que estaven prohibides a la ciutat o que l'autoritat havia expulsat de Barcelona però tolerava a Montjuïc.
Després del 1714 Montjuïc va passar a estar sota jurisdicció militar. A més, el nou govern borbònic amplia el castell i construeix el polvorí. La nova jurisdicció, però, no va limitar les activitats que s'hi feien històricament -les agrícoles, les pedreres, les fontades, revetlles i romeries-. Si que es va prohibir o limitar molt la construcció d'edificis estables, que poguessin servir com a parapet per a una força militar que volgués atacar el castell. Aquesta prohibició va marxar aixecant de forma gradual entre 1840 i 1868.
Aquesta prohibició, però, no va impedir que es construïssin nombroses tavernes i barraques. Als peus de la muntanya, prop de les Drassanes i les Hortes de Sant Bertran hi va sorgir al segle xix una zona coneguda com la Terra Negra. Rebia aquest nom per una carbonera. La misèria de la població, el barraquisme i el fet que s'hi practiqués la prostitució van portar mala fama a l'indret.

## Context
El fenomen del barraquisme Montjuïc està documentat des de 1870, tot i que probablement ja n’hi hagués abans. És a principis del segle XX que l'ajuntament comença a preocupar-se de forma incipient pel barraquisme i les condicions de vida dels seus habitats, tot i que sovint es tractava d'una preocupació moral: la massificació de les barraques i la brutícia podien afavorir que s'hi fes quelcom d'immoral.
A la dècada de 1910 es comencen a elaborar els primers censos de barraques a la ciutat, bona part de les quals es trobaven a Montjuïc, tot i que també a la platja (Somorrostro, Pekín) i altres indrets de la ciutat (com a Sant Antoni). L'any 1914 ja hi havia unes 800 barraques a la muntanya, que van augmentar a 2500 l'any 1922. L'arribada massiva d'immigrants -sobretot murcians, aragonesos, valencians i andalusos- a la dècada dels 1920, la manca d'habitatge assequible i, sobretot, l'especulació dels promotors immobiliaris, van fer multiplicar el nombre de barraques.
L'any 1928 l'ajuntament i el Patronat Municipal de l'Habitatge començaren la construcció de quatre polígons de cases barates: Bon Pastor, Baró de Viver, Eduard Aunós i Can Peguera -llavors anomenat Ramón Albó-. Els nous polígons havien d'acollir a barraquistes de Montjuïc i Sant Antoni, a on s'havia de celebrar l'Exposició Internacional l'any 1929. La política social del nou ajuntament republicà a partir del 1931 va fer reduir, de nou el nombre de barraques a 1400 al conjunt de la ciutat l'any 1933. Els principals nuclis barraquistes a Montjuïc es trobaven al voltant de Cant Tunis -i La Farola, a la Marina- i a Magòria, l'actual barri de la Font de la Guatlla. Tot i això, molts obrers seguien vivint en habitatges petits, en passadissos, i, sovint compartint pis amb una altra família.
L'autèntica explosió del barraquisme es va donar a la dècada de 1940 a 1950 i encara va augmentar més fins a 1960. Com a la dècada de 1920 l'arribada massiva d'immigrants del sud i oest de l'estat va topar amb la manca d'una política de construcció d'habitatge públic i l'interès dels promotors immobiliaris que només estaven interessats en construir habitatge per a les noves elits de la ciutat.
La població que vivia en barraques al districte de Sants-Montjuïc va passar de l'1,7% l'any 1940 al 10,5% l'any 1950. Aquell any es comptabilitzaren fins a 4000 barraques només a Montjuïc, repartides en tres grans zones: el vessant nord, al voltant del Poble-sec (la Vinyeta, Maricel); Can Valero, al centre de la muntanya, i el vessant sud, a Can Tunis. Can Valero fou el nucli que més va créixer a la dècada de 1950.
L'any 1950 el nombre de barraques al voltant de la muntanya va sobrepassar clarament les 6000, amb uns 20.000 habitants. El nucli més important era Can Valero, conegut així pel bar que havia fundat l'any 1929 Valero Lecha, que es va fer famós pels entrepans de botifarra que servien. Els barris es van anar configurant al llarg dels antics camins rurals i amb noms i fesomia pròpia: Valero Grande, Petit Valero, El Pagès, El Pancho, Tres Pins, Las Banderas, La Fosa, L'Animeta. Bona part dels habitants de les barraques eren immigrants recents a la ciutat, sobretot andalusos -d'Almería, Jaén, Granada i Còrdova-, aragonesos, murcians, extremenys, castellans, valencians, a més de catalans, que representaven el 14% de la població barraquista.

## La construcció
La construcció d'una barraca era sovint l'única opció per trobar habitatge a la ciutat per als immigrants que arribaven a Barcelona. L'arribada massiva de persones migrants a la ciutat, fugint de la misèria i la fam de les zones rurals, va topar amb la manca de polítiques d'habitatge assequible per part de l'ajuntament i la inactivitat de les empreses constructores. De fet, alguns polítics i arquitectes deien que la culpa de la manca d'habitatges era de les persones migrants i proposaven fins i tot prohibir l'entrada d'immigrants il·legals a la ciutat -aquells que a l'arribar no tenien un domicili, lloc de feina o familiars a Barcelona-. A més, algunes famílies preferien construir-se una barraca a viure en pisos que, sovint, eren d'una qualitat molt deficient: parets sense arrebossar, sense aigua ni electricitat i convivint amb una altra família. La barraca, en canvi, permetia una gran flexibilitat i es podia anar engrandint i refent segons les necessitats.
Segons Amador Ferrer, la construcció d'una barraca era la solució immediata, flexible i econòmicament assequible per a molts dels qui arribaven a la ciutat de forma precària. Permetia aconseguir un espai que s'adaptés a les necessitats de cada moment, i, sovint amb condicions molt millors (més llum i ventilació) que als degradats pisos de la perifèria, tot i les moltes mancances.
A les dècades de 1920 i 1930 s'havien construït moltes barraques i casetes d'estiueig envoltades d'horts. Es tractava de menestrals, de Barcelona i els municipis del voltants, que llogaven una peça de terreny i s'hi feien una caseta i un hort per passar-hi els caps de setmana. Molts llogaven la seva petita parcel·la a les empreses propietàries de les pedreres de la muntanya, sobretot a Fomento de Obras y Construcciones. Amb l'arribada massiva d'immigrants, molts dels llogaters van optar per arrendar una part del seu hort, tot i no ser-ne propietaris, perquè s'hi construïssin una barraca, davant la manca d'habitatges dignes a la ciutat.
Sovint eren els mateixos empleats municipals, però, els qui proposaven als nouvinguts construir-se una barraca. Foren empleats de la Renfe, per exemple, els qui van començar a vendre -sense ser-ne propietaris- els terrenys del costat de les vies de la Sagrera, que acabaren formant el nucli de la Perona. Tot i els discursos oficials de la dècada de l'autarquia contrària a l'arribada d'immigrants i la construcció de les barraques, el barraquisme sorgí amb la connivència de les autoritats, que tenien un doble discurs.

## Condicions de vida
Les condicions de vida a les barraques eren molt dures. A la falta d'electricitat i aigua, que sovint s'havia d'anar a una font lluny de la barraca, s'hi sumava la falta d'espai i la fragilitat de la construcció (inundacions els dies de pluja, fred, etc) i la por que els funcionaris municipals del Servicio de Erradicación del Barraquismo, creat per l'ajuntament l'any 1949, enderroquessin la barraca.
Tot i això, els veïns dels nuclis de Montjuïc es van auto-organitzar, davant la desídia de les institucions. Van obrir bars, crear grups de música, agrupaments escoltes, balls, una biblioteca i fins i tot van editar un petit diari: La Voz de la Montaña. La solidaritat i organització entre veïns van ser importants per tal de reivindicar i aconseguir millories per al veïnat. 

## Final
És a la dècada de 1950 que l'ajuntament comença una política de construcció d'habitatge públic i assequible. N’és un exemple el barri del Polvorí, construït entre 1950 i 1952, un dels primers de polígons de titularitat pública construïts a Barcelona durant el franquisme. La seva mida, petita, no va poder pal·liar, però, la manca d'habitatge que va arribar a ser crítica a finals de la dècada de 1950.. Tot i que el disseny urbanístic del barri era bo, la qualitat dels materials, l'aïllament del nou polígon i la manca d'acabats -no s'asfaltaren els carrers ni es plantà arbrat-, feu empitjorar el resultat final, com passà en molts dels primers polígons públics que es van construir. Bona part dels blocs originals del barri han estat enderrocats i reconstruïts des del 2010, per l'estat de degradació en el qual es trobaven.
Tampoc havia funcionat la creació del Servicio de Erradicación del Barraquismo, ni les polítiques repressives contra l'arribada d'immigrants a la ciutat. L'any 1964 s'enderrocava tot un nucli de barraques, el de Maricel, per construir-hi el nou Parc d'Atraccions de Montjuïc. El ritme de construcció del parc i les presses van marcar el reallotjament de les famílies al nou polígon Sud-oest del Besòs. És així que el govern va haver d'impulsar iniciatives d'abast molt més gran, com ara la construcció de grans polígons d'habitatges i l'afavoriment de la iniciativa privada amb col·laboració de les institucions públiques, a través del Plan de Urgencia Social de 1957.
Molts dels veïns van ser reallotjats als polígons de Sant Cosme, al Prat de Llobregat, Sant Roc, a Badalona, a la Mina, a Sant Adrià de Besòs, Canyelles, a Barcelona, o a Camps Blancs, a Sant Boi de Llobregat, lluny de Montjuïc. La lluita dels barraquistes, que havia començat per aconseguir millores a Montjuïc -com l'accés a aigua, electricitat o serveis públics bàsics- va continuar un cop reallotjats, per a la millora del nou pis, sovint de pitjor qualitat que la barraca d'on havien estat expulsats. Fruit d'aquesta lluita van sorgir organitzacions com l'associació de veïns La Unión de Camps Blancs.
Les últimes barraques de Montjuïc es van enderrocar fins a l'any 1987, poc abans dels jocs olímpics del 1992. A principis de la dècada de 1980 encara vivien vint famílies a Can Valero que s'oposaven a marxar. La majoria eren llogateres, però també n’hi havia que eren propietàries del terreny. Els últims veïns van ser desallotjats entre 1986 i 1987 durant les obres de la nova anella olímpica. Avui només un petit carrer recorda Can Valero.
L'any 2017 l'ajuntament de Barcelona va col·locar diverses plaques en record als nuclis de barraques a diferents punts de la ciutat, i també a Montjuïc, tant a Can Valero com a la Vinyeta, al Poble-sec. El gener de l'any 2020 s'inaugurà l'exposició Viure a Montjuïc, al castell de Montjuïc. Avui, el barraquisme segueix estant present en altres indrets de Barcelona.